# Horka nad Moravou
Horka nad Moravou é uma comuna checa localizada na região de Olomouc, distrito de Olomouc.